# Karin Nenz
Karin Nenz (* 18. Oktober 1945 in Sollnitz als Karin Gabriele Grigat) ist eine deutsche Glasgestalterin und Glaskünstlerin.

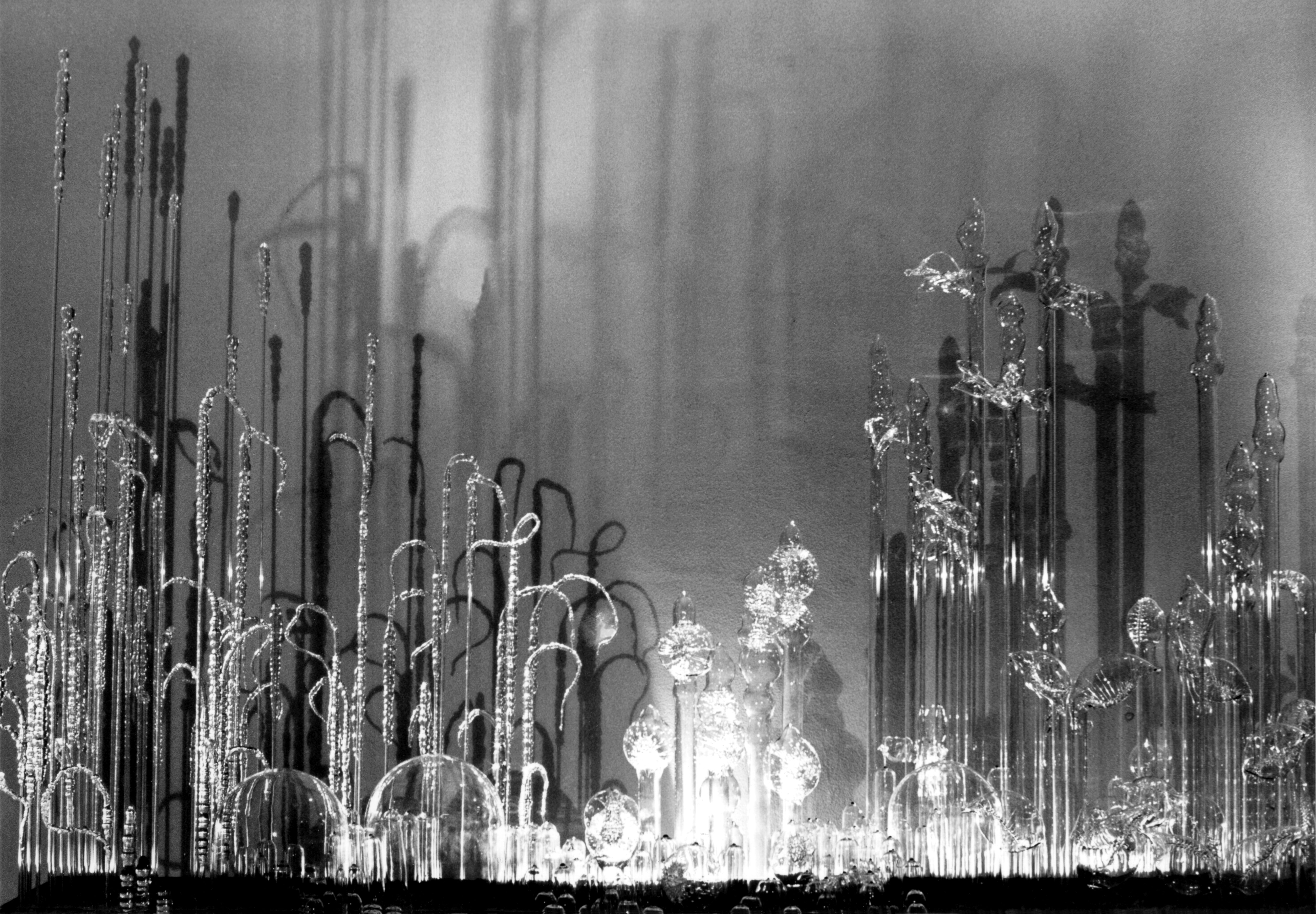
Vegetabile räumliche Komposition 1986 Breite:5 m Höhe:2 m Tiefe:1 m

## Leben und Werk
Karin Nenz absolvierte die Erweiterte Oberschule und 1964/1965 eine Lehre als Glasschleiferin in Weißwasser. Von 1965 bis 1970 studierte sie an der Hochschule für industrielle Formgestaltung Halle, Burg Giebichenstein in Halle (Saale) als erste Studentin der damals neu eingerichteten Glasdesign-Abteilung bei Ilse Decho mit Diplom-Abschluss. Bis 1980 trug sie den Namen Karin Bubetz, bis sie den Namen Nenz annahm.
Von 1971 bis 1972 arbeitete sie als Gestalterin für lampengeblasenes Glas in Neuhaus am Rennweg. Sie erlernte selbstständig das Handwerk des Glasblasens vor der Lampe. 1975 erhielt sie vom Zentralvorstand des Verbands Bildender Künstler der DDR einen Entwicklungsauftrag zur Gestaltung lampengeblasenen Glases. Von 1978 bis 1988 war sie dann  in ihrem eigenen Atelier in Zeitz und Suhl freischaffend tätig. Hier entwickelte sie auch ihre Technik der Innenraumgestaltung von Glasobjekten. 1988 siedelte sie dann nach Würzburg über, wo sie als Mitglied im Berufsverband Bildender Künstler aufgenommen wurde. Sie arbeitete hier weiter bis 2016 in ihrem Atelier in Würzburg-Heidingsfeld.
Karin Nenz hatte im In- und Ausland eine große Zahl von Einzelausstellungen und Ausstellungsbeteiligungen, u. a. 1972/1973, 1982/1983 und 1987/1988 an der VII., IX. und X. Kunstausstellung der DDR in Dresden.

## Museen und öffentlichen Sammlungen mit Werken von Karin Nenz
- Europäisches Museum für Modernes Glas Coburg
- Kunstmuseum Moritzburg Halle (Saale)
- Museum für Glaskunst Lauscha
- Kunstgewerbemuseum Dresden
- Staatliches Museum Schwerin
- Kunstsammlungen Schlösser und Gärten, Schwerin
- Corning Museum of Glass, Corning, NY, USA
- Fremdenverkehrsamt Würzburg
- Glasmuseum Wertheim
- Glasmuseum Immenhausen